# Pedicularis recurva
Pedicularis recurva är en snyltrotsväxtart som beskrevs av Carl Maximowicz. Pedicularis recurva ingår i släktet spiror, och familjen snyltrotsväxter. Inga underarter finns listade i Catalogue of Life.